# Eric Elwood
Eric Paul Elwood (Galway, 26 de febrero de 1969) es un exjugador y entrenador irlandés de rugby que se desempeñaba como apertura.

## Carrera
Debutó en primera con 19 años en 1988 y jugó toda su carrera en Connacht Rugby, uno de los cuatro equipos irlandeses en la Celtic League y el más débil económicamente. Fue contratado en 1995 con la llegada del profesionalismo en 1995. Se retiró en 2005 luego de 17 temporadas, diez como profesional, con 36 años.

## Selección nacional
Fue convocado al XV del Trébol por primera vez en 1995 y jugó con ellos hasta 2002. En total jugó 35 partidos y marcó 296 puntos.

### Participaciones en Copas del Mundo
Disputó dos Copas del Mundo: Sudáfrica 1995 donde convirtió 25 puntos marcando a los palos y Gales 1999; marcó dos tries ante las Águilas.
| Mundial                       | Sede      | Resultado        | PJ | Tries |
| ----------------------------- | --------- | ---------------- | -- | ----- |
| Copa Mundial de Rugby de 1995 | Sudáfrica | Cuartos de final | 3  | 0     |
| Copa Mundial de Rugby de 1999 | Gales     | Octavos de final | 3  | 2     |

## Entrenador
Luego de su retiro se quedó en su club donde fue asistente del primer entrenador. En 2006 se ofreció entrenar al seleccionado juvenil de su país siendo aceptado, permaneció al frente de dicho seleccionado por un año y regresó como asistente a Connacht Rugby. En 2010 asumió como entrenador en jefe de su club, su contrato finalizó en 2013 y decidió no renovar.